# Philosophiae Naturalis Principia Mathematica
Philosophiae Naturalis Principia Mathematica (latin for "Naturfilosofiens matematiske principper") eller Principia er tre dele/kapitler på latin af Isaac Newton udgivet 5. juli 1687. Det er Samuel Pepys, der har godkendt udgivelsen.
Newton udgiver selv to nye udgaver i 1713 og 1726. Principia indeholder Newtons love (grundlaget for klassisk mekanik), tyngdeloven om gravitation og en udledning af Keplers love (som Kepler kun nåede empirisk). 
Principia er "helt afgjort et af de vigtigste værker i videnskabens historie."

## Forord
I forordet til Principia skrev Newton: